# Pěnodějka nížinná
Pěnodějka nížinná (Cercopis sanguinolenta) je druh křísů, který se vyskytuje v travním porostu.

## Popis
Tělo má oválný a podlouhlý obrys, hlavu má poměrně malou a krátkou. Tykadla mají dobře vyvinuté bazální články a niťovitý bičík. Na spodní straně nohou i těla se nacházejí nažloutlé chloupky. Od pěnodějky červené se liší průběhem zadní pásky na křídle.

## Výskyt
Vyskytuje se zejména na slunných stanovištích – zejména loukách, které jsou bohaté na vápno. V Česku tvoří jádro jejího výskytu Střední Čechy a Jižní Morava. Vyskytuje se taktéž v oblasti Krušnohoří.